# Luca Barla
Luca Barla (Bordighera, 29 settembre 1987) è un ex ciclista su strada italiano, professionista dal 2008 al 2012.

## Carriera

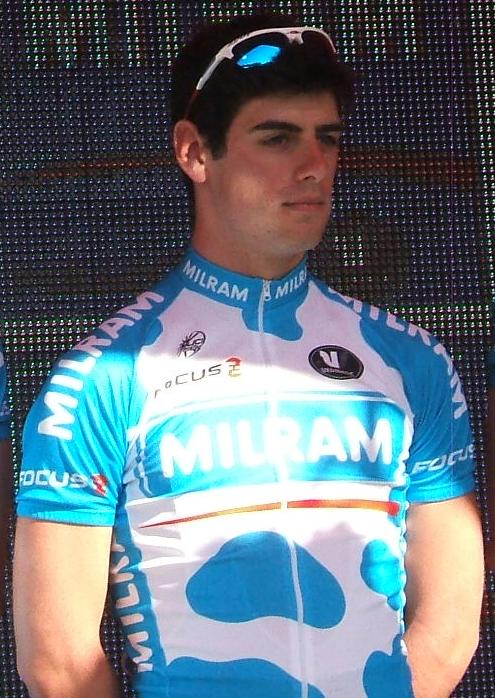
Barla al Tour Down Under 2009

Nato nel 1987 a Bordighera, in provincia di Imperia, inizia a praticare il ciclismo a 10 anni, dopo aver giocato a calcio. Da allievo nel 2003 vince la prestigiosa Coppa d'Oro a Borgo Valsugana, oltre ad altre gare di categoria quali la Bollate-Ghisallo e la Varese-Angera, guadagnandosi l'Oscar TuttoBici Allievi; tra gli juniores è invece campione italiano in linea nel 2005 e, nello stesso anno, selezionato in Nazionale per la corsa in linea Juniores agli Europei di Mosca.
Passato Under-23 con la U.C. Bergamasca 1902 nel 2006, in quell'anno vince il Memorial Angelo Ripamonti e partecipa ai Mondiali di Salisburgo, nella cronometro Under-23, arrivando 32º. Nel 2007, nuovamente "azzurro" nella corsa in linea Under-23 agli Europei di Sofia, si ritira.
Dopo un'esperienza da stagista negli ultimi mesi del 2007, passa professionista a inizio 2008 con la formazione italo-tedesca Milram. In stagione prende parte al Giro di Lombardia, ritirandosi, mentre nel 2009 partecipa al Giro d'Italia, terminandolo al 141º posto.
Non confermato, nel 2010 è tesserato con il Team Nippo, squadra Continental: in maggio al FBD Insurance Rás in Irlanda è però protagonista, a causa di una caduta, di un infortunio che lo costringe a sottoporsi a un intervento al ginocchio e a restare lontano dalle corse fino a fine anno. Nel 2011 gareggia con l'Androni Giocattoli, con la quale corre tra le altre Milano-Sanremo e Giro di Lombardia. Chiude la carriera nel 2012, a 25 anni, dopo una stagione al Team Idea.
In seguito ha corso ancora a livello amatoriale.

## Palmarès
- 2005 (juniores)

Campionati italiani, In linea Juniores
- 2006 (U.C. Bergamasca 1902)

Memorial Angelo Ripamonti

## Piazzamenti

### Grandi Giri
- Giro d'Italia

2009: 141º

### Classiche monumento
- Milano-Sanremo

2011: 106º
- Giro di Lombardia

2008: ritirato
2011: ritirato

### Competizioni mondiali
- Campionati del mondo

Salisburgo 2006 - Cronometro Under-23: 32º

### Competizioni europee
- Campionati europei

Mosca 2005 - In linea Junior: ritirato
Sofia 2007 - In linea Under-23: ritirato